# Josef Piekarek
Josef Piekarek – niemiecki brydżysta, World Life Master (WBF), European Grand Master (EBL).

## Wyniki brydżowe

### Olimpiady
Na olimpiadach uzyskał następujące rezultaty:
| Olimpiady brydżowe. Zawody teamów | Olimpiady brydżowe. Zawody teamów | Olimpiady brydżowe. Zawody teamów | Olimpiady brydżowe. Zawody teamów | Olimpiady brydżowe. Zawody teamów | Olimpiady brydżowe. Zawody teamów |
| Rok                               | Miejsce                           | Zawody                            | Kategoria                         | Drużyna                           | Pozycja                           |
| --------------------------------- | --------------------------------- | --------------------------------- | --------------------------------- | --------------------------------- | --------------------------------- |
| 2012                              | Lille                             | 2. Olimpiada Sportów Umysłowych   | Open                              | Germany                           | 9                                 |
| 2008                              | Pekin                             | 1. Olimpiada Sportów Umysłowych   | Open                              | Germany                           | 4                                 |
| 2004                              | Stambuł                           | 12. Olimpiada Teamów              | Open                              | Germany                           | 9                                 |

| Olimpiady brydżowe. Zawody Indywidualne | Olimpiady brydżowe. Zawody Indywidualne | Olimpiady brydżowe. Zawody Indywidualne | Olimpiady brydżowe. Zawody Indywidualne | Olimpiady brydżowe. Zawody Indywidualne |
| Rok                                     | Miejsce                                 | Zawody                                  | Kategoria                               | Pozycja                                 |
| --------------------------------------- | --------------------------------------- | --------------------------------------- | --------------------------------------- | --------------------------------------- |
| 2008                                    | Pekin                                   | 1 Olimpiada Sportów Umysłowych          | Open                                    | 22                                      |

### Zawody światowe
W światowych zawodach zdobył następujące lokaty:
| Mistrzostwa Świata. Konkurencja teamów | Mistrzostwa Świata. Konkurencja teamów | Mistrzostwa Świata. Konkurencja teamów | Mistrzostwa Świata. Konkurencja teamów | Mistrzostwa Świata. Konkurencja teamów | Mistrzostwa Świata. Konkurencja teamów |
| Rok                                    | Miejsce                                | Zawody                                 | Kategoria                              | Drużyna                                | Pozycja                                |
| -------------------------------------- | -------------------------------------- | -------------------------------------- | -------------------------------------- | -------------------------------------- | -------------------------------------- |
| 2013                                   | Nusa Dua                               | 41. Mistrzostwa Świata Teamów          | Trans                                  | Deutschland                            | 10                                     |
| 2013                                   | Nusa Dua                               | 41. Mistrzostwa Świata Teamów          | Open                                   | Germany                                | 12                                     |
| 2011                                   | Veldhoven                              | 40. Mistrzostwa Świata Teamów          | Trans                                  | Smirnov                                | 9                                      |
| 2010                                   | Filadelfia                             | 13. Seria Mistrzostw Świata            | Open                                   | Josef and Cards                        | 17                                     |
| 2009                                   | São Paulo                              | 39 Mistrzostwa Świata Teamów           | Open                                   | Germany                                | 5                                      |
| 2009                                   | São Paulo                              | 39 Mistrzostwa Świata Teamów           | Trans                                  | Deutschland                            | 3                                      |
| 2007                                   | Szanghaj                               | 38. Mistrzostwa Świata Teamów          | Trans                                  | Germany Open                           | 3                                      |
| 2006                                   | Werona                                 | 12 Mistrzostwa Świata                  | Open                                   | Piekarek                               | 97                                     |
| 2005                                   | Estoril                                | 37. Mistrzostwa Świata Teamów          | Trans                                  | Gotard                                 | 10                                     |
| 2003                                   | Monte Carlo                            | 36. Mistrzostwa Świata Teamów          | Trans                                  | Gotard                                 | 15                                     |
| 2002                                   | Montreal                               | 11. Mistrzostwa Świata                 | Open                                   | Rohowsky                               | 33                                     |
| 2001                                   | Paryż                                  | 35. Mistrzostwa Świata Teamów          | Trans                                  | Jagniewski                             | 10                                     |
| 1994                                   | Albuquerque                            | 9 Mistrzostwa Świata                   | Open                                   | Wladow                                 | 17                                     |

| Mistrzostwa Świata. Konkurencja par | Mistrzostwa Świata. Konkurencja par | Mistrzostwa Świata. Konkurencja par | Mistrzostwa Świata. Konkurencja par | Mistrzostwa Świata. Konkurencja par | Mistrzostwa Świata. Konkurencja par |
| Rok                                 | Miejsce                             | Zawody                              | Kategoria                           | Partner                             | Pozycja                             |
| ----------------------------------- | ----------------------------------- | ----------------------------------- | ----------------------------------- | ----------------------------------- | ----------------------------------- |
| 2010                                | Filadelfia                          | 13. Mistrzostwa Świata              | Open                                | Alexander Smirnov                   | 3                                   |
| 2006                                | Werona                              | 12. Mistrzostwa Świata              | Open                                | Tomasz Gotard                       | 25                                  |
| 2002                                | Montreal                            | 11. Mistrzostwa Świata              | Open                                | Tomasz Gotard                       | 27                                  |
| 1994                                | Albuquerque                         | 9. Mistrzostwa Świata               | Open                                | Entscho Wladow                      | 59                                  |

### Zawody europejskie
W europejskich zawodach zdobył następujące lokaty:
| Zawody europejskie. Konkurencja teamów | Zawody europejskie. Konkurencja teamów | Zawody europejskie. Konkurencja teamów | Zawody europejskie. Konkurencja teamów | Zawody europejskie. Konkurencja teamów | Zawody europejskie. Konkurencja teamów |
| Rok                                    | Miejsce                                | Zawody                                 | Kategoria                              | Drużyna                                | Pozycja                                |
| -------------------------------------- | -------------------------------------- | -------------------------------------- | -------------------------------------- | -------------------------------------- | -------------------------------------- |
| 2014                                   | Mediolan                               | 13. Puchar Europy                      | Open                                   | Bamberger Reiter - Ger                 | 2                                      |
| 2013                                   | Ostenda                                | 6. Otwarte Mistrzostwa Europy          | Open                                   | Isrmany                                | 3                                      |
| 2012                                   | Dublin                                 | 51. Mistrzostwa Europy Teamów          | Open                                   | Germany                                | 6                                      |
| 2011                                   | Poznań                                 | 5. Otwarte Mistrzostwa Europy          | Open                                   | Bessis                                 | 2                                      |
| 2010                                   | Izmir                                  | 9. Puchar Europy Teamów                | Open                                   | Bamberger Ger                          | 11                                     |
| 2010                                   | Ostenda                                | 50. Mistrzostwa Europy Teamów          | Open                                   | Germany                                | 9                                      |
| 2009                                   | Paryż                                  | 8. Puchar Europy                       | Open                                   | BCPR Germany                           | 2                                      |
| 2009                                   | San Remo                               | 4. Otwarte Mistrzostwa Europy          | Open                                   | Bamberger Reiter                       | 33                                     |
| 2008                                   | Amsterdam                              | 7. Puchar Europy                       | Open                                   | BCPR Germany                           | 4                                      |
| 2008                                   | Pau                                    | 49. Mistrzostwa Europy Teamów          | Open                                   | Germany                                | 3                                      |
| 2007                                   | Wrocław                                | 6. Puchar Europy                       | Open                                   | BR Germany                             | 3                                      |
| 2007                                   | Antalya                                | 3. Otwarte Mistrzostwa Europy          | Open                                   | Bausback                               | 53                                     |
| 2006                                   | Rzym                                   | 5. Puchar Europy                       | Open                                   | BBC Germany                            | 1                                      |
| 2006                                   | Warszawa                               | 48. Mistrzostwa Europy Teamów          | Open                                   | Germany                                | 11                                     |
| 2005                                   | Teneryfa                               | 2. Otwarte Mistrzostwa Europy          | Open                                   | Piekarek                               | 17                                     |
| 2004                                   | Barcelona                              | 3. Puchar Europy                       | Open                                   | KBSC-Germany                           | 11                                     |
| 2004                                   | Malmö                                  | 47. Mistrzostwa Europy Teamów          | Open                                   | Germany                                | 8                                      |
| 2003                                   | Mentona                                | 1. Otwarte Mistrzostwa Europy          | Open                                   | Reps                                   | 5                                      |
| 2002                                   | Salsomaggiore                          | 46. Mistrzostwa Europy Teamów          | Open                                   | Germany                                | 12                                     |

| Zawody europejskie. Konkurencja par | Zawody europejskie. Konkurencja par | Zawody europejskie. Konkurencja par | Zawody europejskie. Konkurencja par | Zawody europejskie. Konkurencja par | Zawody europejskie. Konkurencja par |
| Rok                                 | Miejsce                             | Zawody                              | Kategoria                           | Partner                             | Pozycja                             |
| ----------------------------------- | ----------------------------------- | ----------------------------------- | ----------------------------------- | ----------------------------------- | ----------------------------------- |
| 2013                                | Ostenda                             | 6. Otwarte Mistrzostwa Europy       | Open                                | Alexander Smirnov                   | 11                                  |
| 2009                                | San Remo                            | 4. Otwarte Mistrzostwa Europy       | Open                                | Alexander Smirnov                   | 156                                 |
| 2007                                | Antalya                             | 3. Otwarte Mistrzostwa Europy       | Open                                | Alexander Smirnov                   | 12                                  |
| 2005                                | Teneryfa                            | 2. Otwarte Mistrzostwa Europy       | Open                                | Tomasz Gotard                       | 147                                 |
| 2003                                | Mentona                             | 1. Otwarte Mistrzostwa Europy       | Open                                | Tomasz Gotard                       | 24                                  |
| 2001                                | Sorrento                            | 11. Mistrzostwa Europy Par          | Open                                | Tomasz Gotard                       | 211                                 |
| 1999                                | Warszawa                            | 10. Mistrzostwa Europy Par          | Open                                | Barbara Gotard                      | 139                                 |
| 1993                                | Bielefeld                           | 7. Mistrzostwa Europy Par           | Open                                | Entscho Wladow                      | 270                                 |

## Klasyfikacja
- Josef Piekarek – klasyfikacja WBF (ang.)
- Josef Piekarek – klasyfikacja EBL (ang.)